# Olympische Sommerspiele 1992/Teilnehmer (Gambia)
| Gelbes Symbol für Goldmedaillen mit stilisierten Olympischen Ringen | Graues Symbol für Silbermedaillen mit stilisierten Olympischen Ringen | Braundes Symbol für Bronzemedaillen mit stilisierten Olympischen Ringen |
| ------------------------------------------------------------------- | --------------------------------------------------------------------- | ----------------------------------------------------------------------- |
| —                                                                   | —                                                                     | —                                                                       |

Gambia nahm an den Olympischen Sommerspielen 1992 in Barcelona mit fünf Athleten teil. Für das afrikanische Land war es die dritte Teilnahme an den Spielen. Gambia wurde durch drei Athleten in verschiedenen Laufwettbewerben präsentiert.

## Teilnehmer nach Sportarten

### Leichtathletik
- Dawda Jallow

4 × 100 m Staffel, Männer
- Abdoulie Janneh

100-Meter-Lauf, Männer
4 × 100 m Staffel, Männer
- Lamin Marikong

200-Meter-Lauf, Männer
400-Meter-Lauf, Männer
4 × 100 m Staffel, Männer
- Baba Njie

800-Meter-Lauf, Männer
1500-Meter-Lauf, Männer
- Momodou Sarr

4 × 100 m Staffel, Männer